# یوان اسپارک
یوان اسپارک (انگلیسی: Euan Spark؛ زادهٔ ۲۹ نوامبر ۱۹۹۶) بازیکن فوتبال اهل بریتانیا است.
از باشگاه‌هایی که در آن بازی کرده است می‌توان به باشگاه فوتبال داندی یونایتد اشاره کرد.